# Sepsis kyandolirensis
Sepsis kyandolirensis är en tvåvingeart som beskrevs av Vanschuytbroeck 1963. Sepsis kyandolirensis ingår i släktet Sepsis och familjen svängflugor. Inga underarter finns listade i Catalogue of Life.